# Jaskier Gryfitów

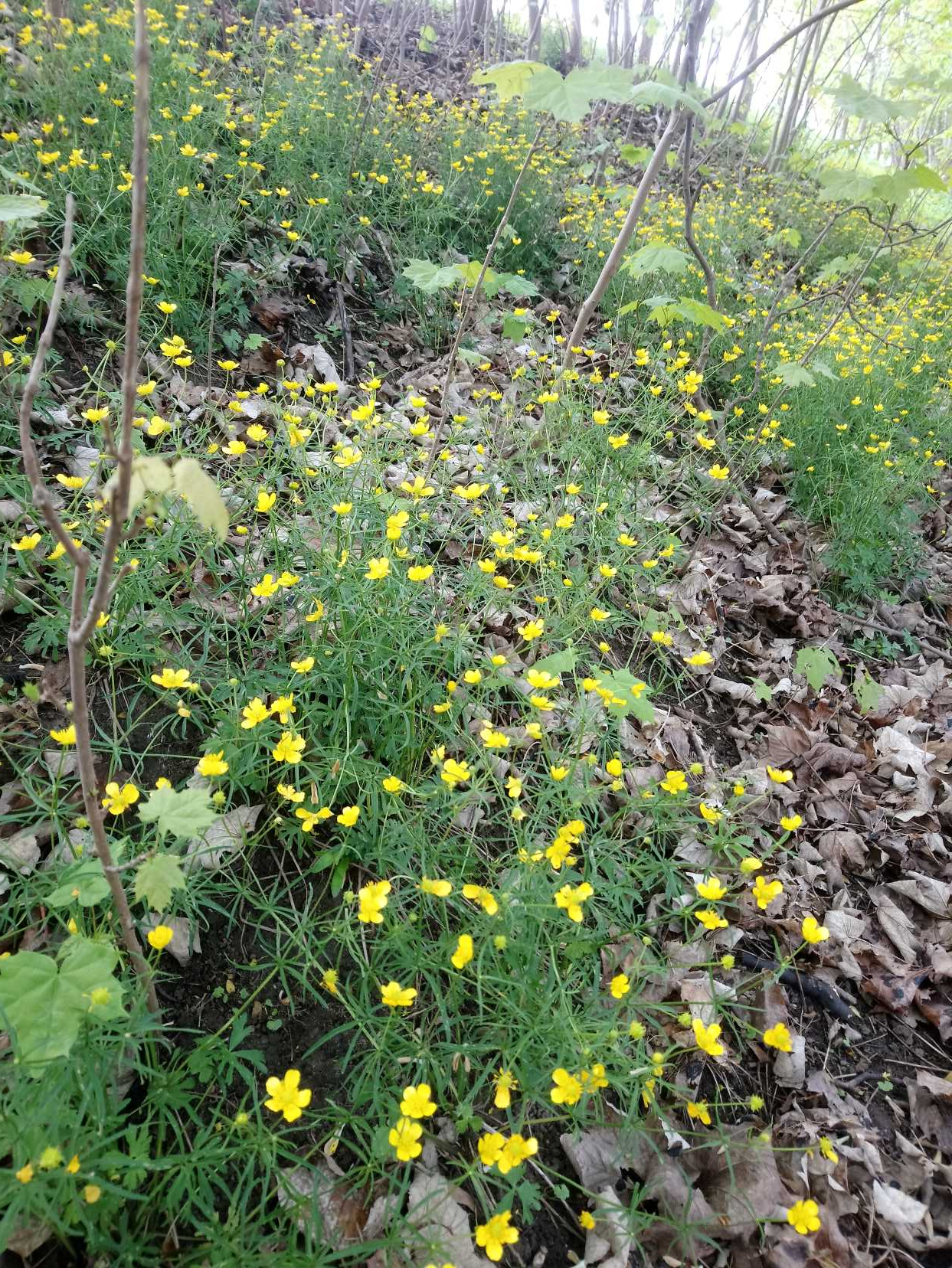
Ranunculus gryphum w okolicach Polanowa

Jaskier Gryfitów (Ranunculus gryphum Halamski) – gatunek z rodzaju jaskier; mikrogatunek, należący do gatunku zbiorowego jaskier różnolistny, znany z kilku stanowisk na Pomorzu Zachodnim. Nazwa upamiętnia dynastię Gryfitów, panującą w Księstwie Pomorskim do r. 1637.

## Morfologia

### Opis
Roślina o wysokości 20–40 cm, o 1–3 łodygach, często silnie rozgałęziona. Liście odziomkowe okrągłe w zarysie, środkowe w cyklu ontogenetycznym silnie podzielone (złożone). Liście odziomkowe podzielone na 6–9 bardzo wąskich segmentów. Kwiaty najczęściej niedoskonałe (z mniej niż pięcioma płatkami), rzadziej doskonałe lub bezpłatkowe. Dno kwiatowe elipsoidalne lub walcowate, owłosione.

### Gatunki podobne
Fiński gatunek Ranunculus linearis (Markl.) Ericsson jest dość podobny w kształcie do R. gryphum, posiada jednak nagie dno kwiatowe. Ranunculus crenatolobus Hörandl & Gutermann, znany z Alp austriackich, ma podobne liście łodygowe (podzielone na bardzo wąskie segmenty), ale znacznie mniej podzielone liście odziomkowe.

## Lokalizacja typowa, materiał typowy, rozmieszczenie geograficzne
Jako lokalizację typową wskazano okolice Barzowic w gminie Darłowo. Ponadto podano pięć innych stanowisk położonych w okolicach Darłowa i Sławna. Holotyp został złożony w Zielniku Wydziału Biologii Uniwersytetu Warszawskiego (akronim WA według Index Herbariorum), po jednym izotypie w zielnikach Muzeum Ewolucji w Uppsali (UPS) oraz Uniwersytetu Pomorskiego w Słupsku (SLTC), a ponadto jeden paratyp w zielniku Uniwersytetu Lyon 1 (LY).